# Euphorbia lorentzii
Euphorbia lorentzii är en törelväxtart som beskrevs av Johannes Müller Argoviensis. Euphorbia lorentzii ingår i släktet törlar, och familjen törelväxter. Inga underarter finns listade i Catalogue of Life.